# Paweł Grabowski
Paweł Ignacy Grabowski herbu Oksza (ur. 1759, zm. 4 listopada 1794? w Warszawie) – generał lejtnant wojsk litewskich, generał-komendant wojsk litewskich, starosta wołkowyski.

## Życiorys
Był synem Jana Jerzego, i Joanny z Gruszczyńskich, generała wojsk koronnych i jazdy litewskiej. Oboje rodzice byli wyznania ewangelicko-reformowanego (kalwińskiego).
W 1771 wraz z bratem Stefanem Kazimierzem wstąpił do korpusu kadetów w Warszawie, gdzie przebywał do 1775. W 1781 został członkiem loży masońskiej Dobry Pasterz. W 1784 mianowany generałem inspektorem wojska litewskiego oraz starostą wołkowyskim. Był oficerem wojska francuskiego, następnie podpułkownikiem i pułkownikiem 5. regimentu piechoty litewskiej (1789). Poseł na sejm 1784 roku oraz na Sejm Czteroletni. 2 maja 1791 roku podpisał asekurację, w której zobowiązał się do popierania projektu Ustawy Rządowej. Był członkiem Zgromadzenia Przyjaciół Konstytucji Rządowej. Był posłem na Sejm Czteroletni w 1788 roku z powiatu wołkowyskiego. W 1789 otrzymał Order Świętego Stanisława. Walczył w stopniu generała w wojnie polsko-rosyjskiej 1792 dowodząc 3. regimentem pieszym litewskim. Odznaczony Krzyżem Kawalerskim Orderu Virtuti Militari.
W insurekcji kościuszkowskiej otrzymał 16 maja 1794 patent generała lejtnanta. Dowodził 5. regimentem litewskim, a następnie dywizją litewską (jedną z trzech istniejących). 26 czerwca wziął udział w przegranej bitwie pod Sołami. Do 30 czerwca jego zgrupowanie znajdowało się w korpusie gen. Antoniego Chlewińskiego, później połączył się wraz z Chlewińskim z Dywizją Karola Sierakowskiego. 5 sierpnia objął samodzielne dowództwo dywizji na Polesiu. Na początku sierpnia 1794 był tymczasowym dowódcą obrony Wilna, a po upadku powstania na Litwie organizował armię litewską w okolicach Bielska. Następnie dowodził dywizją w ramach korpusu Mokronowskiego. Zginął prawdopodobnie 4 listopada 1794 w czasie rosyjskiego szturmu Pragi, jednak według informacji króla polskiego Stanisława Augusta Poniatowskiego, 8 marca 1795 złożył przysięgę wierności Nikołajowi Repninowi.
Z małżeństwa z Ludwiką z Tyzenhauzów nie pozostawił potomstwa. Jego brat Jerzy Franciszek także był generałem powstania kościuszkowskiego.